# Ленинград 1951 (шахматный турнир)
Ленинград 1951 — шахматный турнир, посвящённый памяти М. И. Чигорина, проведенный в январе — феврале 1951 года.
Соревнование было организовано Шахматной федерацией РСФСР. В отличие от предыдущих и последующих соревнований, в данном турнире участвовали только представители СССР.
К участию в турнире были приглашены сильнейшие шахматисты всех административно-территориальных единиц РСФСР, включая Москву и Ленинград. Все участники были разделены на 14 предварительных групп, победители которых образовали финальный турнир (В. В. Смыслов получил персональное приглашение в финал). К неожиданностям предварительного этапа нужно отнести неудачное выступление опытных шахматистов Чеховера, Чистякова и Вл. Кириллова.
Изначально на старт финального турнира вышли 15 шахматистов (С. М. Флор заболел и не смог играть в финале, оба победителя группы 4 были допущены в следующий этап), но после 5-го тура выбыл неудачно выступавший международный мастер В. А. Алаторцев.
Победу в турнире одержал международный гроссмейстер В. В. Смыслов, на 1½ очка опередивший ближайших конкурентов.
В. Л. Корчной в этом турнире выполнил норму мастера спорта СССР.

## Итоговые результаты

### Предварительные турниры

#### Группа 1
Флор — 4, Слепов (Грозный) и Ульянов (Сочи) — по 2½, Григорьев (Томск), Ефимов (Якутск), Полетаев (Челябинск) — по 2.

#### Группа 2
Эстрин — 4, Автономов (Ленинград) — 3, Шелюта (Московская обл.) — 2½, Бакулин и Тибенков (Орел) — 2, Левицкий (Нальчик) — 1½.

#### Группа 3
Симагин — 4½, Володин (Владимир) и В. Никитин (Чебоксары) — по 3, Варакин (Архангельск) — 2, Ямщиков (Тюмень) — 1½, Тулин (Кострома) — 1.

#### Группа 4
Аронин и Корчной — по 4½, Кушельман (Владивосток) — 2, Голдин (Хабаровск) и Пермяков (Молотов) — по 1½, Тараканов (Ленинград) — 1.

#### Группа 5
Лутиков — 5, Чистяков — 3½, Ламбет (Ленинград) — 3, Новицкий (Омск), Кауфман (Ростов-на-Дону), Иноземцев (Ивановская обл.).

#### Группа 6
Алаторцев — 4½, Бергер (Ленинградская обл.) — 3½, Палечек (Брянская обл.) и Чарушников (Ростов-на-Дону) — по 2, Крупский (Крымская обл.) и Савельев (Великие Луки) — по 1½.

#### Группа 7
Шамкович — 4, Терпугов — 3½, Вл. Кириллов — 3, Шнейдер (Челябинская область) — 2½, Тетельбаум (Саратов) и Шапиро (Куйбышев) — по 1.

#### Группа 8
Камышов — 5, К. Виноградов — 3½, Арсеньев (Ярославль) и Лойша (Тамбов) — по 2½, Козлов (Ленинградская обл.) — 1½, Кувшинов (Новгородская обл.) — 0.

#### Группа 9
Толуш — 4½, Стефанов (Казань) — 3, Киселев (Свердловск), Китайгородский (Москва) и Юриков (Краснодар) — по 2½, Уланов (Ростов-на-Дону) — 0.

#### Группа 10
Тайманов — 5, Вейц (Москва) — 4, Новиков (Калининград) — 3, Клячко (Ленинград) — 2, Новиков (Ростовская обл.) — 1, Игнатьев (Свердловская обл.) — 0.

#### Группа 11
Столяр — 4½, Чеховер — 3, Беркутов (Уфа) — 2½, Любашевский (Псков) — 2, Масюков (Московская обл.) и Пресняков (Пенза) — по 1½.

#### Группа 12
Кламан — 4½, Спасский — 4, Айзенштадт — 3, Уиковский (Вологда), Аликов (Сталинградская обл.) и Ботанцев (Молотовская обл.) — по ½.

#### Группа 13
Н. Копылов — 5, Зарецкий (Чкаловская обл.) и Коваленко (Ленинград) — по 3½, Беляев (Киров) — 2, Лисица (Омская обл.) — 1, Гозман (Ульяновск) — 0.

#### Группа 14
Бывшев — 4½, Бурцев (Астрахань) — 3½, Бубнов (Воронеж) — 3, Черепков — 2½, Мельников (Марийская АССР) — 1½, Петропавловский (Курск) — ½.

### Финальный турнир
| №  | Участник            | 1 | 2 | 3 | 4 | 5 | 6 | 7 | 8 | 9 | 10 | 11 | 12 | 13 | 14 |  | Очки | Место |
| -- | ------------------- | - | - | - | - | - | - | - | - | - | -- | -- | -- | -- | -- |  | ---- | ----- |
| 1  | Смыслов, Василий    |   | ½ | 1 | 1 | 0 | ½ | 1 | 1 | 1 | 1  | ½  | ½  | 1  | 1  |  | 10   | 1     |
| 2  | Аронин, Лев         | ½ |   | 0 | ½ | ½ | 0 | 1 | 1 | 1 | 1  | 0  | 1  | 1  | 1  |  | 8½   | 2—3   |
| 3  | Тайманов, Марк      | 0 | 1 |   | ½ | 1 | ½ | 1 | 1 | ½ | 1  | 0  | 1  | 1  | 0  |  | 8½   | 2—3   |
| 4  | Симагин, Владимир   | 0 | ½ | ½ |   | 1 | ½ | 0 | ½ | ½ | 1  | 1  | 1  | ½  | 1  |  | 8    | 4     |
| 5  | Копылов, Николай    | 1 | ½ | 0 | 0 |   | 1 | 0 | 1 | 0 | 1  | ½  | 1  | ½  | 1  |  | 7½   | 5—7   |
| 6  | Корчной, Виктор     | ½ | 1 | ½ | ½ | 0 |   | 0 | 0 | 1 | 1  | 1  | 1  | 1  | 0  |  | 7½   | 5—7   |
| 7  | Толуш, Александр    | 0 | 0 | 0 | 1 | 1 | 1 |   | ½ | 1 | 0  | 1  | 1  | 0  | 1  |  | 7½   | 5—7   |
| 8  | Эстрин, Яков        | 0 | 0 | 0 | ½ | 0 | 1 | ½ |   | 1 | 0  | 1  | 0  | 1  | 1  |  | 6    | 8     |
| 9  | Бывшев, Василий     | 0 | 0 | ½ | ½ | 1 | 0 | 0 | 0 |   | ½  | ½  | 1  | ½  | 1  |  | 5½   | 9—10  |
| 10 | Шамкович, Леонид    | 0 | 0 | 0 | 0 | 0 | 0 | 1 | 1 | ½ |    | 1  | 0  | 1  | 1  |  | 5½   | 9—10  |
| 11 | Кламан, Константин  | ½ | 1 | 1 | 0 | ½ | 0 | 0 | 0 | ½ | 0  |    | 0  | ½  | 1  |  | 5    | 11—12 |
| 12 | Столяр, Ефим        | ½ | 0 | 0 | 0 | 0 | 0 | 0 | 1 | 0 | 1  | 1  |    | 1  | ½  |  | 5    | 11—12 |
| 13 | Камышов, Михаил     | 0 | 0 | 0 | ½ | ½ | 0 | 1 | 0 | ½ | 0  | ½  | 0  |    | 1  |  | 4    | 13    |
| 14 | Лутиков, Анатолий   | 0 | 0 | 1 | 0 | 0 | 1 | 0 | 0 | 0 | 0  | 0  | ½  | 0  |    |  | 2½   | 14    |
| 15 | Алаторцев, Владимир |   |   | 0 |   |   |   |   |   | 0 | 0  |    | ½  |    | 0  |  | ---- | ----  |